# Предел выносливости
Преде́л выно́сливости (также преде́л уста́лости) — в науках о прочности: одна из прочностных характеристик материала, характеризующих его выносливость, то есть способность воспринимать нагрузки, вызывающие цикличные напряжения в материале.
Предел выносливости определяется, как наибольшее (предельное) максимальное напряжение цикла, при котором не происходит усталостного разрушения образца после произвольно большого числа циклических нагружений.
Предел выносливости обозначают как {\displaystyle \sigma _{R}}, где коэффициент R принимается равным коэффициенту асимметрии цикла {\displaystyle r={\frac {\sigma _{min}}{\sigma _{max}}}} равному отношению минимального напряжения цикла {\displaystyle \sigma _{min}} к максимальному {\displaystyle \sigma _{max}}. Таким образом, предел выносливости материала в случае симметричных циклов нагружения обозначают как {\displaystyle \sigma _{\text{-1}}}, а в случае пульсационных как {\displaystyle \sigma _{0}}.
Для железистых и титановых сплавов можно установить предельную величину максимальных напряжений цикла, при которых материал не разрушится при произвольно большом числе нагружений. Однако другие металлы, такие как медь или алюминий, подвержены усталостному разрушению под действием сколь угодно малых нагрузок. В таких случаях принято говорить об ограниченном пределе выносливости {\displaystyle \sigma _{\text{RN}}}, где коэффициент N соответствует заданному числу циклов нагружения, и обычно принимается за {\displaystyle 10^{7}} или {\displaystyle 10^{8}} циклов.

## Определение предела выносливости
Предел выносливости материала определяют с помощью испытаний серий одинаковых образцов (не менее 10 шт.): на изгиб, кручение, растяжение-сжатие или в условиях комбинированного нагружения (последние два режима для имитации работы материала при асимметричных циклах нагружения или в условиях сложного нагружения).
Испытание начинают проводить при высоких напряжениях (0,7 — 0,5 от предела прочности), при которых образец выдерживает наименьшее число циклов. Постепенно уменьшая напряжения можно обнаружить, что стальные образцы не проявляют склонности к разрушению независимо от длительности испытания. Опыт их испытания показывает, что если образец не разрушился до {\displaystyle 10^{7}} циклов, то и при более длительном испытании он не разрушится. Поэтому это число циклов обычно принимают за базу испытаний и устанавливают то наибольшее значение максимального напряжения цикла, при котором образец не разрушается до базы испытаний. Это значение и принимают за предел выносливости.
Результаты испытаний можно представить в виде кривой усталости (также кривая Веллера, S-N диаграмма), которая строится для симметричных циклов нагружения. По оси абсцисс на логарифмической шкале откладывают количество циклов, по оси ординат напряжения:

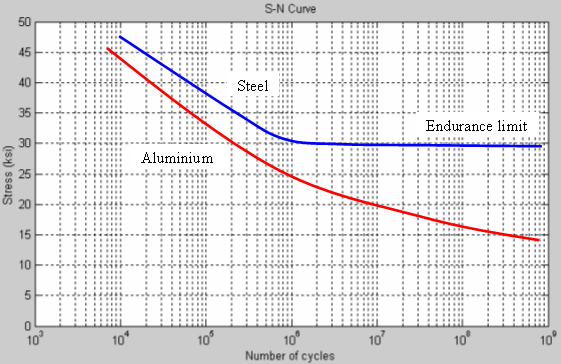
Кривые усталости стали (синий цвет, виден предел выносливости) и алюминия (красный, предел выносливости неопределяем).

Кривая усталости (выносливости) показывает, что с увеличением числа циклов уменьшается минимальное напряжение, при котором происходит разрушение материала.

## Связь предела выносливости с другими прочностными характеристиками материала
Испытания на усталость очень трудоёмки, связаны с получением и обработкой значительного массива данных, полученных экспериментальным путём и для которых характерен большой разброс значений. Поэтому были предприняты попытки связать эмпирическими формулами предел выносливости с известными прочностными характеристиками материала. Более всего для этой цели подходит такая характеристика материала как предел прочности.
Установлено, что, как правило, для сталей предел выносливости при изгибе составляет половину от предела прочности:
{\displaystyle \sigma _{\text{-1}}\approx (0,4...0,5)\sigma _{\text{B.P.}}}
Для высокопрочных сталей можно принять:
{\displaystyle \sigma _{\text{-1}}\approx 400+{\frac {1}{6}}\sigma _{\text{B.P.}}}
Для цветных металлов можно принять:
{\displaystyle \sigma _{\text{-1}}\approx (0,25...0,5)\sigma _{\text{B.P.}}}
Для углепластиков можно принять:
{\displaystyle \sigma _{\text{-1}}\approx 0,8\sigma _{\text{B.P.}}}
Аналогично можно провести испытания на кручение в условиях циклически изменяющихся напряжений. Для обычных сталей в этом случае можно принять:
{\displaystyle \tau _{\text{-1}}\approx 0,6\sigma _{\text{-1}}}
Для хрупких материалов (высоколегированная сталь, чугун) в этом случае можно принять:
{\displaystyle \tau _{\text{-1}}\approx 0,8\sigma _{\text{-1}}}
Данными соотношениями следует пользоваться с осторожностью, так как они получены при определенных режимах нагружения (изгибе и кручении). При испытаниях на растяжение-сжатие предел выносливости оказывается приблизительно на 10-20 % ниже, чем при изгибе, а при кручении полых образцов он оказывается отличным от полученного при кручении образцов сплошных.
В случае несимметричных циклов образцы испытывают не на изгиб, а на растяжение-сжатие или на кручение с использованием гидропульсаторов. Для несимметричных циклов строят так называемую диаграмму предельных амплитуд. Для этого находят пределы выносливости для выбранного значения постоянного напряжения {\displaystyle \sigma _{m}} при соответствующей амплитуде {\displaystyle \sigma _{a}}. Точка А при этом очевидно будет являться пределом выносливости при симметричном цикле, а точка В, которая не имеет амплитудной составляющей и по сути является постоянно действующим напряжением, будет являть собой фактически предел прочности {\displaystyle \sigma _{\text{B.P.}}}:
[s53.radikal.ru/i141/1006/56/0f7bac508fef.png см. рис]
Практическое применение диаграммы предельных амплитуд заключается в том, что после построения диаграммы, проводятся испытания на только конкретные значения {\displaystyle \sigma _{m}} и {\displaystyle \sigma _{a}}. Если рабочая точка располагается под кривой, то образец способен выдержать неограниченное количество циклов, если над кривой — ограниченное.

## Влияние асимметрии цикла
Пределы выносливости для несимметричного цикла выше, чем для симметричного.
При использовании переходной прямой считают, что {\displaystyle \sigma _{r}=\sigma _{-1}(1-{\frac {\sigma _{m}}{\sigma _{pr}}})+\sigma _{m}}, где {\displaystyle \sigma _{m}={\frac {1}{2}}(\sigma _{max}+\sigma _{min})}.
При использовании параболы: {\displaystyle \sigma _{r}=\sigma _{-1}(1-({\frac {\sigma _{m}}{\sigma _{pr}}})^{2})+\sigma _{m}}.